# Georg von Wangenheim (Hofmarschall)

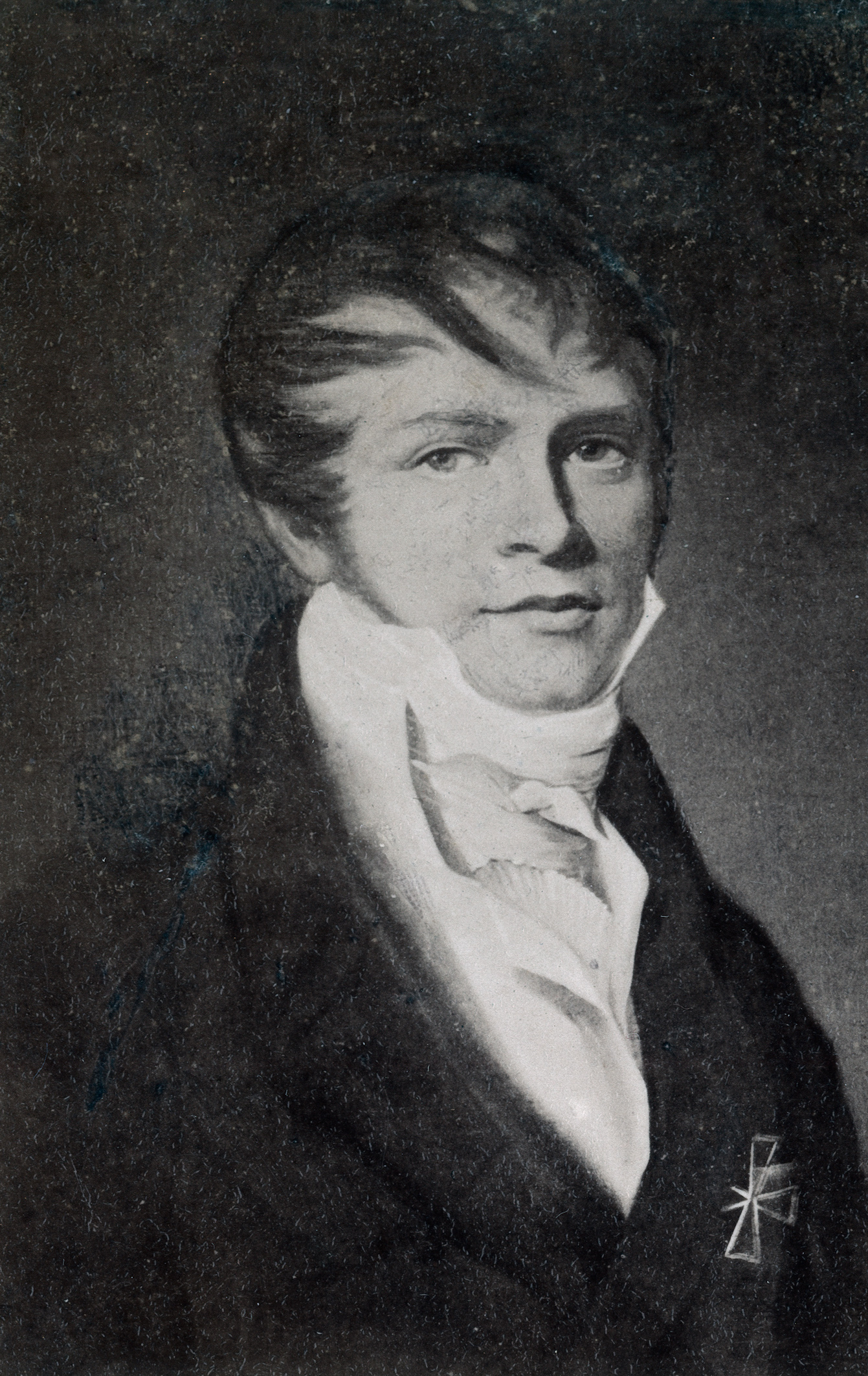
Graf Georg Christian von Wangenheim, Gemälde

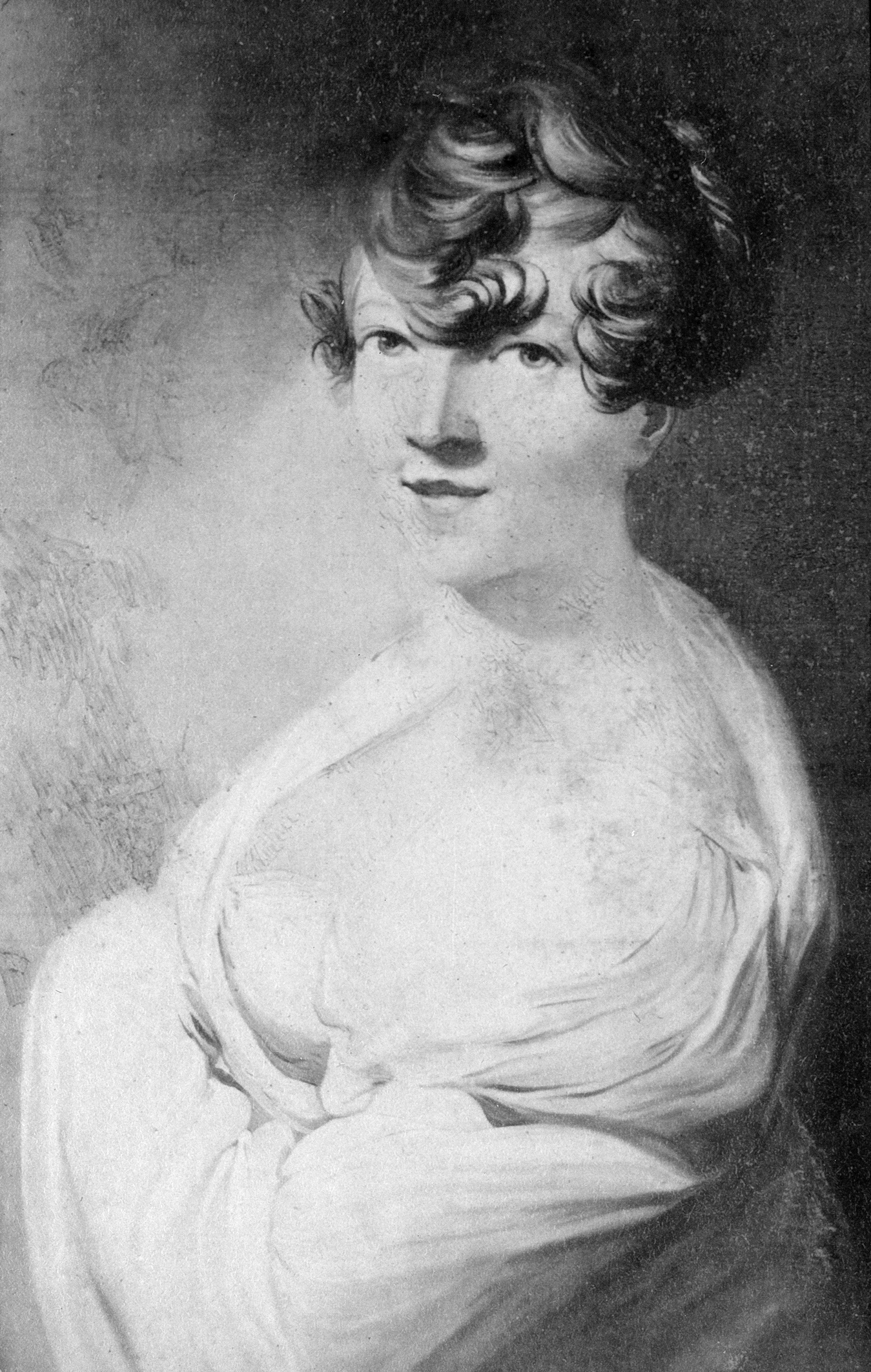
Johanna Wilhelmine von der Decken, die er 1806 heiratete

Georg von Wangenheim (vollständiger Name Georg Christian Ernst Ludwig August von Wangenheim; * 17. August 1780 in Hannover; † 21. Oktober 1851 ebenda) war ein hannoverscher Oberhofmarschall aus der Familie von Wangenheim.

## Herkunft
Georg von Wangenheim entstammte dem Adelsgeschlecht Wangenheim. Sein Vater Georg August von Wangenheim (1735–1796) war Oberhofmarschall in Hannover. Seine Mutter Juliane Philipine (1742–1824; verwitwete von Bismarck) war eine geborene Gräfin Eickstedt-Peterswaldt und Tochter des Ministers Friedrich Wilhelm von Eickstedt-Peterswald. Nach dem Tod ihres zweiten Mannes heiratete die Witwe den Minister Claus von der Decken.

## Leben
Georg von Wangenheim besuchte die private Lehranstalt von Christian Rudolf Karl Wichmann in Celle. 1796 trat Georg als Hofjunker in den Dienst von König Georg III. von Großbritannien und Irland, dem Kurfürsten von Hannover. Obgleich dieser sein Kurfürstentum Hannover nie betrat, verlief der Dienst am Hof in Hannover weiter.
Neben seinem Studium bis 1799 an der Universität Göttingen, unter anderem bei Georg Christoph Lichtenberg, wohnte er zur Schulung in Diplomatie und praktischer Politik den Verhandlungen des Rastatter Kongresses bei.
Nachdem sein Vater gestorben war und seine Mutter im Jahr 1800 den Minister Claus von der Decken (1742–1826) heiraten wollte, wurde er für volljährig erklärt, damit er seine Güter um Göttingen und Gotha selbst verwalten konnte.
1802 wurde er Oberschenk. Im folgenden Jahr wurde die Hofhaltung in Hannover jedoch nach der Besitznahme des Kurfürstentums durch die Franzosen beendet. Georg ging auf seine Güter und reiste. Im Mai 1806 heiratete er die Tochter seines Stiefvaters, Johanna Wilhelmine von der Decken.
Die durch den Frieden von Tilsit 1807 geschlossenen Verhältnisse führten ihn in die Reihen derjenigen, welche in der Stille für die Befreiung von der napoleonischen Fremdherrschaft wirkten. Sie hatten einen Hauptvertreter in der Person des früheren kurhannoverschen Gesandten am habsburgischen Hof, dem Grafen Ernst Hardenberg, der in Wien geblieben war und namentlich den Verkehr mit London und dem dort befindlichen Grafen Ernst von Münster vermittelte. Mit Hardenberg und dessen Vetter, dem gleichnamigen preußischen Minister, mit Stein und Ludwig Wallmoden war Georg teils verwandt, teils befreundet, Daher übernahm er vielfach Sendungen und andere Aufträge, die sich gegen die Fremdherrschaft richteten. Auch mit Schill stand er in Verbindung. Als dieser losgebrochen war, wurde Georg in Untersuchung gezogen und entging mit knapper Not der Verurteilung. Dass er sich standhaft weigerte, in den Dienst des Königs von Westphalen, seines nunmehrigen Landesherren hinsichtlich seiner Besitzungen im Raum Göttingen, zu treten, machte ihn umso verdächtiger. Seine ablehnende Haltung begründete er damit, dass er als Inhaber einer Präbende zu Havelberg auch preußischer Untertan sei. Dieses Band knüpfte er dadurch noch enger, dass er 1812 die Domäne Eldenburg in der Altmark kaufte.
Besondere Verdienste erwarb er sich bei der Bergung des kurfürstlich-königlichen Privateigentums. Der Argwohn der Franzosen gegen ihn war so stark, dass er 1813 vorzog, über die Elbe nach Mecklenburg zu gehen, wo in Schwerin die hannoverschen Minister bereits eine vorläufige Regierung gebildet hatten. Die westfälischen Behörden verfolgten ihn mit Steckbriefen und ließen sein Eigentum versiegeln. Er übernahm nun zunächst eine Sendung nach Stockholm, um die Landung schwedischer Truppen in Deutschland zu betreiben, und befand sich sodann im Hauptquartier des Kronprinzen Karl Johann. Als die kurfürstliche Regierung in Hannover wieder hergestellt wurde, begab er sich dorthin und trat von neuem in den Hofdienst, in welchem er 1814 Schlosshauptmann und 1816 Oberhofmarschall wurde. Dem hannoverschen Oberhofmarschall unterstand auch die Domänenkammer.

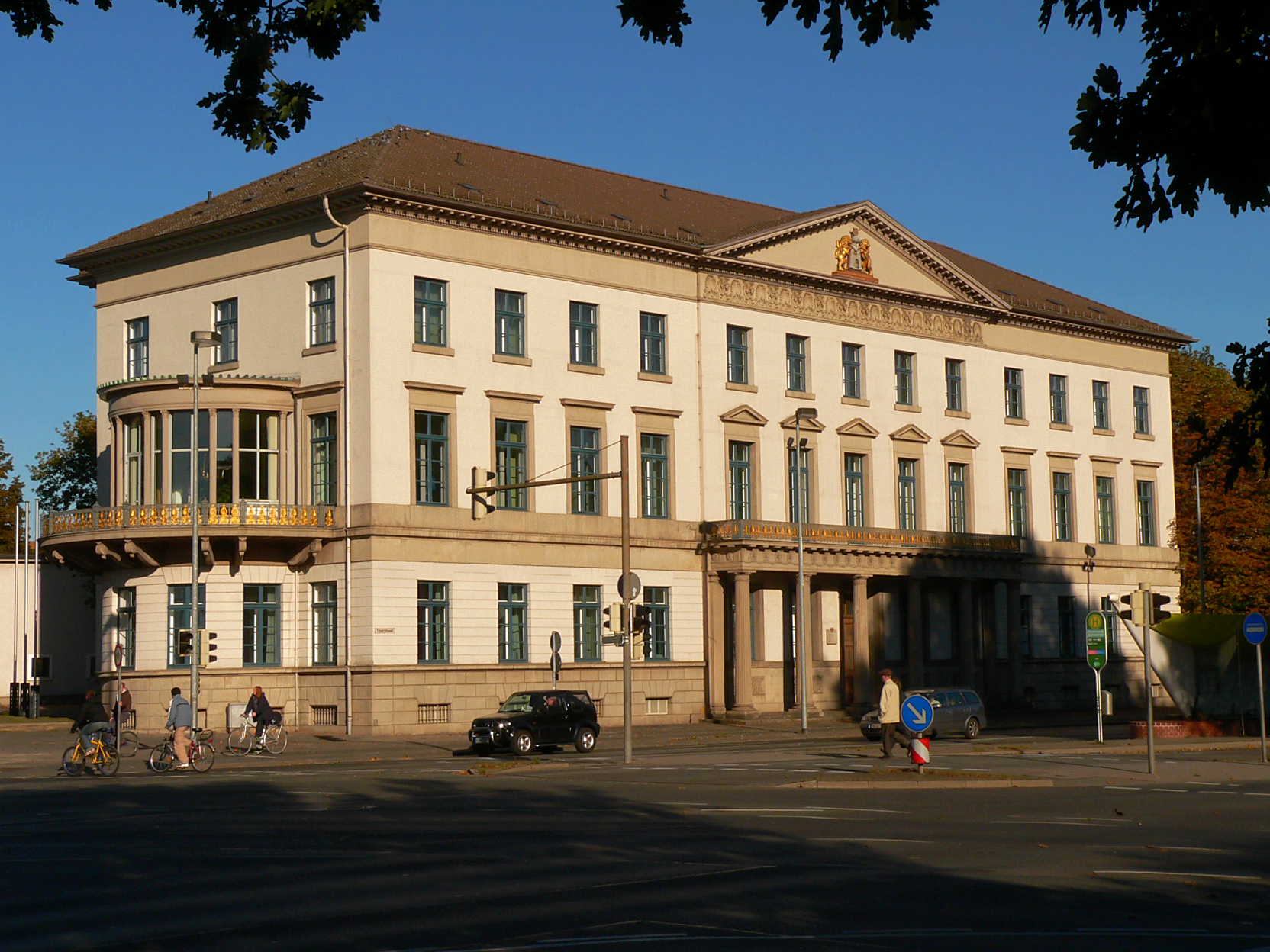
Wangenheimpalais in Hannover

Im Jahre 1821 war er Mitglied der Ständeversammlung. In entsprechender Weise beteiligte er sich am öffentlichen Leben. 1828 wurde er Mitglied der Hofbaukommission, deren Hauptaufgabe der Schlossbau war. Nachdem ihn die Stadt Hannover zum Ehrenbürger ernannt hatte, baute er sich am nördlichen Ende der Friedrichstraße das Wangenheimpalais.
Bis zur Thronbesteigung durch König Ernst August I. im Jahre 1837 unterhielt er zu diesem enge Beziehungen. Danach aber erkalteten sie, und Georg nahm 1839 seinen Abschied. Im folgenden Jahr erhob ihn König Friedrich Wilhelm IV. von Preußen in den Grafenstand. Bis zu seinem Tod war er viel auf Reisen und besuchte trotz seiner Abneigung gegenüber den Franzosen Paris. Georg von Wangenheim blieb kinderlos.

## Auszeichnungen
- Titel Geheimer Rat mit dem Prädikat Exzellenz[5]
- Großkreuz des Guelphenordens
- Großkreuz des Ordens Heinrichs des Löwen
- Kommandeur I. Klasse des Hausordens vom Goldenen Löwen
- Eisernes Kreuz (1813)
- Königlich Preußischer St. Johanniter-Orden